# 隠岐郷土館
隠岐郷土館（おききょうどかん）は島根県隠岐郡隠岐の島町にある博物館である。昭和45年（1970年）6月に開館した。
明治18年（1885年）に周吉外三郡役所庁舎として建設され大正15年（1926年）から昭和43年（1968年）まで隠岐支庁庁舎として使用された西洋建築（島根県指定有形文化財）を館施設としている。上げ下げ式縦長窓、白い胴蛇腹の外壁など、明治初期の雰囲気を残している。館内では隠岐に関する資料に加え竹島に関する資料等が展示されている。

## 所蔵資料
- 所蔵資料総数 約3,000点
- 国の重要有形民俗文化財
  - 隠岐島後の生産用具 674点（漁撈用具204点、農耕用具198点、畜産用具132点、山樵用具94点、その他46点）[2]
- 島根県指定有形民俗文化財 
  - 隠岐島後の衣食住および生産用具 691点

## 利用情報
- 開館時間 - 9:00～17:00
- 休館日 - 12月～3月の土日祝

- 料金 - 一般（個人）…300円、15名以上（団体）…250円、高校・大学生…200円、小・中学生（個人）…100円、（団体）…60円

## 交通アクセス
- 西郷港からバス40分、水若酢神社前下車
- 駐車場(普通車10台分の料金無料)
- 駐輪場(無料)

## 周辺
- 水若酢神社
- 五箇創生館
- 隠岐国分寺跡
- 隠岐自然館・隠岐世界ジオパークビジターセンター
- 佐々木家住宅（国の重要文化財）
- トカゲ岩
- 壇鏡の滝
- 隠岐温泉GOKA
- 玉若酢命神社の八百杉
- 大満寺山